# 鴨跖草目
鴨跖草目（学名：Commelinales），又称鴨蹠草目，是單子葉植物的一目，属于鸭跖草分支。